# Hasta el cielo: la serie
Hasta el cielo: La serie (también conocida simplemente como Hasta el cielo) es una serie de televisión por internet española de thriller y drama criminal creada por Daniel Calparsoro y Jorge Guerricaechevarría, escrita por Guerricaechevarría y dirigida por Calparsoro para Netflix, basada en la película de 2020 Hasta el cielo, en la que Guerricaechevarría y Calparsoro ocuparon los mismos cargos. Está protagonizada por Asia Ortega, Luis Tosar, Richard Holmes, Patricia Vico, Fernando Cayo, Ayax Pedrosa, Dollar Selmouni y Jarfaiter, quienes repiten como sus personajes de la cinta original, mientras que Álvaro Rico, Alana Porra "La Hija del Jeque", Carmen Sánchez, Tomás del Estal y Luisa Mayol interpretan a nuevos personajes. Fue producida por la productora de la película original, Vaca Films, y se estrenó en Netflix el 17 de marzo de 2023.

## Trama
Después de la muerte de Ángel (Miguel Herrán), Solé (Asia Ortega) decide buscarse la vida por sí misma, formando nuevos aliados que la ayudarán a resolver los misterios de las muertes mientras que retoma el contacto con la banda de aluniceros de Ángel para volver a organizar golpes.

## Reparto

### Principal
- Asia Ortega como Sole
- Luis Tosar como Rogelio
- Álvaro Rico como Fernán
- Richard Holmes como Poli
- Patricia Vico como Mercedes

con la colaboración especial de
- Fernando Cayo como Duque

### Secundario
- Alana Porra "La Hija del Jeque" como Rosa
- Ayax Pedrosa como Motos
- Dollar Selmouni como Gitano
- Ramón Sánchez Simarro como Nando
- Jarfaiter como Toño
- Marco Marini como Compi
- Carmen Sánchez como Marta
- Luisa Mayol como Carmen "La Rubia"
- Tomás del Estal como Ferrán
- Adrián Gordillo como Fito
- Laura Rozalén como Candela

## Episodios
| N.º | Título                              | Dirigido por      | Escrito por              | Fecha de emisión original |
| --- | ----------------------------------- | ----------------- | ------------------------ | ------------------------- |
| 1   | «Los vivos y los muertos»           | Daniel Calparsoro | Jorge Guerricaechevarría | 17 de marzo de 2023       |
| 2   | «Nuevas amistades, viejos enemigos» | Daniel Calparsoro | Jorge Guerricaechevarría | 17 de marzo de 2023       |
| 3   | «Cuentas pendientes»                | Daniel Calparsoro | Jorge Guerricaechevarría | 17 de marzo de 2023       |
| 4   | «Caballo de Troya»                  | Daniel Calparsoro | Jorge Guerricaechevarría | 17 de marzo de 2023       |
| 5   | «Moviendo el avispero»              | Daniel Calparsoro | Jorge Guerricaechevarría | 17 de marzo de 2023       |
| 6   | «Padres e hijos»                    | Daniel Calparsoro | Jorge Guerricaechevarría | 17 de marzo de 2023       |
| 7   | «En la boca del lobo»               | Daniel Calparsoro | Jorge Guerricaechevarría | 17 de marzo de 2023       |

## Producción
El 29 de diciembre de 2020, once días después del estreno de Hasta el cielo en cines, Netflix anunció que había encargado una serie de televisión secuela de la película, con Daniel Calparsoro volviendo a dirigir y Jorge Guerricaechevarría volviendo a estar a cargo de los guiones. En octubre de 2021, en una presentación de las futuras producciones españolas de Netflix, se confirmaron los regresos de Luis Tosar, Asia Ortega, Patricia Vico, Ayax Pedrosa, Dollar Selmouni y Richard Holmes, así como las incorporaciones de Álvaro Rico, Alana Porra y Carmen Sánchez. El rodaje comenzó a principios de febrero de 2022 en París y también tuvo lugar en localizaciones de Madrid, Galicia, Algarve, Lisboa y Nigeria.

## Lanzamiento
El 1 de febrero, Netflix sacó el teaser trailer y confirmó que la serie se estrenaría el 17 de marzo de 2023.